# Mišljenovac (Kučevo)
Pour les articles homonymes, voir Mišljenovac.
Mišljenovac (en serbe cyrillique : Мишљеновац) est un village de Serbie situé dans la municipalité de Kučevo, district de Braničevo. Au recensement de 2011, il comptait 389 habitants.

## Démographie

### Évolution historique de la population
| 1948 | 1953 | 1961 | 1971 | 1981 | 1991 | 2002 | 2011 |
| ---- | ---- | ---- | ---- | ---- | ---- | ---- | ---- |
| 989  | 977  | 963  | 885  | 805  | 711  | 465  | 389  |

|  |